# Хлорид цезия
Хлори́д це́зия (хло́ристый це́зий, химическая формула — CsCl) —  неорганическая бинарная цезиевая соль хлороводородной кислоты.
В кристаллическом состоянии — бесцветное вещество с ионной структурой; нелетучее, термически устойчивое. Хлорид цезия хорошо растворим в воде и концентрированной соляной кислоте.

## Нахождение в природе
Встречается в природе в виде примеси к минералу карналлиту (до 0,002 %), сильвину и каиниту:[стр. 210—211]. Также содержится в небольших количествах в минеральных водах. Например, в Дюркхеймском минеральном источнике (Германия), где и был впервые обнаружен цезий, содержание CsCl достигает 0,17 мг/л:[стр. 206].

## Молекулярная и кристаллическая структура
Хлорид цезия — типичный ионный кристалл, в котором каждый ион цезия Cs+ окружён восемью ионами хлора Cl−. Дипольный момент молекулы составляет 10,42 Д:[стр. 377]. Энергия атомизации (Eсв) равна 443 кДж/моль, длина связи (межъядерное расстояние между атомами) — 291 пм:[стр. 380]. Энергия сродства к электрону 0,445 эВ:[стр. 10-150]. Вторичная электронная эмиссия, δмакс = 6,5:[стр. 12-125]. Элементный состав соединения: Cs 78,94 %, Cl 21,06 %. Хлорид цезия в газообразном состоянии содержит молекулы димера Cs2Cl2 плоской ромбической формы .

Структура решётки CsCl

Кристаллическая решётка соединения примитивная кубическая (α-CsCl), кристаллографическая группа P m3m (Oh1), параметры ячейки a = 0,410 нм, Z = 1
.
При нагревании выше 454 °С α-CsCl переходит в гранецентрированную модификацию β-CsCl
пространственная группа F 3m3, параметры ячейки a = 0,694 нм, Z = 4 . 
Постоянная Маделунга для CsCl равна 1,763.
Показатель преломления у кристаллического CsCl при различной длине волны:[стр. 10-227]:
| Длина волны, нм        | 300   | 589   | 750   | 1000  | 2000  | 5000  | 10000 | 20000 |
| ---------------------- | ----- | ----- | ----- | ----- | ----- | ----- | ----- | ----- |
| Показатель преломления | 1,712 | 1,640 | 1,631 | 1,626 | 1,620 | 1,616 | 1,606 | 1,563 |

Числа Аббе для хлорида цезия: Vd = 43,92; Ve = 43,58.
Энергия кристаллической структуры (U) составляет 650,7 кДж/моль.
Кристаллическая структура CsCl выбрана в качестве типовой примитивной кристаллической решётки для соединений вида AX (тип CsCl), где центральный атом A (Cs) окружён  восемью атомами (группами атомов) X (Cl).

## Физические свойства
Хлорид цезия при нормальных условиях представляет собой бесцветное (в крупно-кристаллическом виде) или белое (в виде порошка) соединение, хорошо растворимое в воде (186,5 грамм CsCl в 100 г H2O при 20 °С, 250 г при 80 °С, 270,5 г при 100 °С):[стр. 620]. Гигроскопичен, на воздухе расплывается; более летуч, чем хлорид калия. Не образует кристаллогидратов.
Зависимость растворимости хлорида цезия (в массовых процентах) в воде от температуры:[стр. 8-112]:
| Температура      | 0 °С  | 10 °С | 20 °С | 25 °С | 30 °С | 40 °С | 50 °С | 60 °С | 70 °С | 80 °С | 90 °С | 100 °С |
| ---------------- | ----- | ----- | ----- | ----- | ----- | ----- | ----- | ----- | ----- | ----- | ----- | ------ |
| Растворимость, % | 61,83 | 63,48 | 64,96 | 65,64 | 66,29 | 67,50 | 68,60 | 69,61 | 70,54 | 71,40 | 72,21 | 72,96  |

Растворимость в некоторых неводных неорганических средах:
- в диоксиде серы при 25 °С: 0,295 грамм/100 г растворителя;
- в аммиаке при 0 °С: 0,38 грамм/100 г растворителя.

Растворим в метаноле, малорастворим в этаноле (3,17 и 0,76 грамм CsCl в 100 г растворителя соответственно при 25 °С); хорошо растворим в муравьиной кислоте (107,7 грамм CsCl в 100 г растворителя при 18 °С) и гидразине:[стр. 97].
Зависимость растворимости хлорида цезия (в граммах на 100 г растворителя) в метаноле и этаноле от температуры:
| Температура | 0 °С  | 15 °С | 25 °С | 40 °С | 50 °С | 60 °С |
| ----------- | ----- | ----- | ----- | ----- | ----- | ----- |
| метанол     | 2,37  | 2,93  | 3,16  | 3,45  | 3,53  | н/д   |
| этанол      | 0,483 | 0,626 | 0,757 | 0,840 | 0,968 | 0,919 |

Плохо растворим в ацетоне (0,004 % при 18 °С) и ацетонитриле (0,0083 грамм в 100 г растворителя при 18 °С). Практически не растворим в этилацетате и других сложных эфирах, метилэтилкетоне, ацетофеноне, пиридине, хлорбензоле.
В отличие от NaCl и KCl хорошо растворяется в концентрированной соляной кислоте. Ниже представлен график зависимости растворимости хлорида цезия от температуры и концентрации HCl.
Плотность водного раствора CsCl при 20 °C:[стр. 645]:
|                | 1 %    | 2 %    | 4 %    | 6 %    | 8 %    | 10 %   | 12 %   | 14 %   | 16 %   |
| -------------- | ------ | ------ | ------ | ------ | ------ | ------ | ------ | ------ | ------ |
| Плотность, г/л | 1005,9 | 1013,7 | 1029,6 | 1046,1 | 1062,9 | 1080,4 | 1098,3 | 1116,8 | 1135,8 |
| Плотность, г/л | 18 %   | 20 %   | 22 %   | 24 %   | 30 %   | 35 %   | 40 %   | 50 %   | 60 %   |
| Плотность, г/л | 1155,5 | 1175,8 | 1196,8 | 1218,5 | 1288,2 | 1352,2 | 1422,5 | 1585,8 | 1788,6 |

Коэффициенты активности для водных растворов CsCl различной концентрации при 25 °С:[стр. 5-95]:
| Моляльность, моль/кг   | 0,1   | 0,2   | 0,3   | 0,4   | 0,5   | 0,6   | 0,7   | 0,8   | 0,9   | 1,0   |
| ---------------------- | ----- | ----- | ----- | ----- | ----- | ----- | ----- | ----- | ----- | ----- |
| Коэффициент активности | 0,756 | 0,694 | 0,656 | 0,628 | 0,606 | 0,589 | 0,575 | 0,563 | 0,553 | 0,544 |

Некоторые физические параметры водных растворов CsCl при 20 °C:[стр. 8-61,62]:
| Физические параметры водных растворов CsCl при 20 °C | Физические параметры водных растворов CsCl при 20 °C | Физические параметры водных растворов CsCl при 20 °C | Физические параметры водных растворов CsCl при 20 °C | Физические параметры водных растворов CsCl при 20 °C | Физические параметры водных растворов CsCl при 20 °C |
| Массовая концентрация, %                             | Моляльность, моль/кг                                 | Молярность, моль/л                                   | Показатель преломления                               | Понижение температуры замерзания, °С                 | Динамическая вязкость, 10−3 Па·с                     |
| ---------------------------------------------------- | ---------------------------------------------------- | ---------------------------------------------------- | ---------------------------------------------------- | ---------------------------------------------------- | ---------------------------------------------------- |
| 0,5                                                  | 0,030                                                | 0,030                                                | 1,3334                                               | 0,10                                                 | 1,000                                                |
| 1,0                                                  | 0,060                                                | 0,060                                                | 1,3337                                               | 0,20                                                 | 0,997                                                |
| 2,0                                                  | 0,121                                                | 0,120                                                | 1,3345                                               | 0,40                                                 | 0,992                                                |
| 3,0                                                  | 0,184                                                | 0,182                                                | 1,3353                                               | 0,61                                                 | 0,988                                                |
| 4,0                                                  | 0,247                                                | 0,245                                                | 1,3361                                               | 0,81                                                 | 0,984                                                |
| 5,0                                                  | 0,313                                                | 0,308                                                | 1,3369                                               | 1,02                                                 | 0,980                                                |
| 6,0                                                  | 0,379                                                | 0,373                                                | 1,3377                                               | 1,22                                                 | 0,977                                                |
| 7,0                                                  | 0,447                                                | 0,438                                                | 1,3386                                               | 1,43                                                 | 0,974                                                |
| 8,0                                                  | 0,516                                                | 0,505                                                | 1,3394                                               | 1,64                                                 | 0,971                                                |
| 9,0                                                  | 0,587                                                | 0,573                                                | 1,3403                                               | 1,85                                                 | 0,969                                                |
| 10,0                                                 | 0,660                                                | 0,641                                                | 1,3412                                               | 2,06                                                 | 0,966                                                |
| 12,0                                                 | 0,810                                                | 0,782                                                | 1,3430                                               | 2,51                                                 | 0,961                                                |
| 14,0                                                 | 0,967                                                | 0,928                                                | 1,3448                                               | 2,97                                                 | 0,955                                                |
| 16,0                                                 | 1,131                                                | 1,079                                                | 1,3468                                               | 3,46                                                 | 0,950                                                |
| 18,0                                                 | 1,304                                                | 1,235                                                | 1,3487                                               | 3,96                                                 | 0,945                                                |
| 20,0                                                 | 1,485                                                | 1,397                                                | 1,3507                                               | 4,49                                                 | 0,939                                                |
| 22,0                                                 | 1,675                                                | 1,564                                                | 1,3528                                               | н/д                                                  | 0,934                                                |
| 24,0                                                 | 1,876                                                | 1,737                                                | 1,3550                                               | н/д                                                  | 0,930                                                |
| 26,0                                                 | 2,087                                                | 1,917                                                | 1,3572                                               | н/д                                                  | 0,926                                                |
| 28,0                                                 | 2,310                                                | 2,103                                                | 1,3594                                               | н/д                                                  | 0,924                                                |
| 30,0                                                 | 2,546                                                | 2,296                                                | 1,3617                                               | н/д                                                  | 0,922                                                |
| 32,0                                                 | 2,795                                                | 2,497                                                | 1,3641                                               | н/д                                                  | 0,922                                                |
| 34,0                                                 | 3,060                                                | 2,705                                                | 1,3666                                               | н/д                                                  | 0,924                                                |
| 36,0                                                 | 3,341                                                | 2,921                                                | 1,3691                                               | н/д                                                  | 0,926                                                |
| 38,0                                                 | 3,640                                                | 3,146                                                | 1,3717                                               | н/д                                                  | 0,930                                                |
| 40,0                                                 | 3,960                                                | 3,380                                                | 1,3744                                               | н/д                                                  | 0,934                                                |
| 42,0                                                 | 4,301                                                | 3,624                                                | 1,3771                                               | н/д                                                  | 0,940                                                |
| 44,0                                                 | 4,667                                                | 3,877                                                | 1,3800                                               | н/д                                                  | 0,947                                                |
| 46,0                                                 | 5,060                                                | 4,142                                                | 1,3829                                               | н/д                                                  | 0,956                                                |
| 48,0                                                 | 5,483                                                | 4,418                                                | 1,3860                                               | н/д                                                  | 0,967                                                |
| 50,0                                                 | 5,940                                                | 4,706                                                | 1,3892                                               | н/д                                                  | 0,981                                                |
| 60,0                                                 | 8,910                                                | 6,368                                                | 1,4076                                               | н/д                                                  | 1,120                                                |
| 64,0                                                 | 10,560                                               | 7,163                                                | 1,4167                                               | н/д                                                  | 1,238                                                |

Эмпирическая зависимость растворимости хлорида цезия (m, моль/кг) в воде от давления (P, МПа; в диапазоне от 0,10 до 400 МПа) и температуры (T, K; в диапазоне 273—313 K) выражается следующим уравнением (среднеквадратическое отклонение: 0,022 моль/кг):
{\displaystyle \ m=11{,}000-8{,}80\cdot 10^{-3}P+3{,}3\cdot 10^{-6}P^{2}+(0{,}0675-4,167\cdot 10^{-5}P)\cdot (T-293{,}15)-0{,}81\cdot 10^{-4}\cdot (T-293{,}15)^{2}}
| Основные термодинамические характеристики:[стр. 462, 532]: в газообразном состоянии: - стандартная энтальпия образования, ΔHo298 = −245 кДж/моль; - стандартная энтропия, So298 = 256 Дж/(моль·K); - стандартная энергия Гиббса образования, ΔGo298 = −263 кДж/моль. в кристаллическом состоянии (α): - стандартная энтальпия образования, ΔHo298 = −443 кДж/моль; - стандартная энтропия, So298 = 101 Дж/(моль·K); - стандартная энергия Гиббса образования, ΔGo298 = −415 кДж/моль. характеристики фазовых переходов: - температура перехода α-CsCl → β-CsCl = 742,5 K; - температура перехода β-CsCl → CsCl(жидкий) = 918 K; - температура перехода CsCl(жидкий) → CsCl(газ) = 1575 K; - энтальпия перехода α-CsCl → β-CsCl, ΔHo = 2,43 кДж/моль; - энтальпия перехода β-CsCl → CsCl(жидкий), ΔHo = 20,75 кДж/моль; - энтальпия перехода CsCl(жидкий) → CsCl(газ), ΔHo = 149,33 кДж/моль; - энтропия перехода α-CsCl → β-CsCl, ΔSo = 3,31 кДж/(моль·K); - энтропия перехода β-CsCl → CsCl(жидкий), ΔSo = 22,59 кДж/(моль·K). Давление насыщенных паров хлорида цезия описывается следующими уравнениями: {\displaystyle \ \lg p=9{,}446-{\frac {9620}{T}};} {\displaystyle \ \ T\!\!:327-577\ ^{o}C} {\displaystyle \ \lg p=9{,}942-{\frac {9970}{T}};} {\displaystyle \ \ T\!\!:507-635\ ^{o}C} {\displaystyle \ \lg p=8{,}340-{\frac {8524}{T}};} {\displaystyle \ \ T\!\!:986-1295\ ^{o}C} где p — давление, мм рт. ст.; T — температура, K. | Некоторые физические константы хлорида цезия: - плотность, ρ = 3,988 г/см³:[стр. 4-51]; - плотность при температуре плавления, ρпл = 2,79 г/см³:[стр. 4-126]; - энтальпия растворения в воде, Δр-рHo298 = 17,78 кДж/моль:[стр. 5-103]; - средняя изобарная теплоёмкость, Cop, 298 K = 52,63 Дж/(моль·K):[стр. 76], Cp, 298—500 K = 53,6 Дж/(моль·K):[стр. 58]; - относительная диэлектрическая проницаемость, ε = 7,2; - удельная электрическая проводимость, G = 114 См/м (при 660 °С), 126 См/м (при 711 °С), 139 См/м (при 775 °С), 148 См/м (при 831 °С); - молярная магнитная восприимчивость, χm = −56,7×106 см³/моль:[стр. 4-144]; Уравнение зависимости теплоёмкости от температуры (T) в диапазоне 298—918 K:[стр. 76]: {\displaystyle \ C_{p}=49{,}79+0{,}00954\!\cdot \!T} Эмпирическая зависимость для коэффициента самодиффузии от температуры (T) выражается следующим уравнением: {\displaystyle \ D=D_{o}\!\cdot \!e^{(-E_{a}/RT)},} где Do — фактор диффузии, см2/с; Ea — энергия активации, кДж/моль; R — универсальная газовая постоянная. Значения Do и Ea для иона Cs+ в кристалле CsCl: - T: 630—730 K; Do=1,1; Ea=130; - T: 760—880 K; Do=0,1; Ea=134. Значения Do и Ea для иона Cl− в кристалле CsCl: - T: 550—730 K; Do=1,51; Ea=122; - T: 760—880 K; Do=0,7; Ea=152. Значения Do и Ea для диффузии инертного газа (Xe) в кристалле CsCl: - T: 620—740 K; Do=0,1; Ea=86,6; - T: 740—920 K; Do=0,1; Ea=83,5. |

## Химические свойства
Впервые, в 1905 году французский химик Акспиль (фр. Hackspill) выделил металлический цезий восстановлением хлорида цезия кальцием в вакууме. Этот метод до сих пор остаётся наиболее распространённым способом промышленного получения цезия.
{\displaystyle {\mathsf {2CsCl+Ca\ {\xrightarrow[{P}]{700-800\ ^{o}C}}\ CaCl_{2}+2Cs}}}
Хлорид цезия при растворении в воде практически полностью диссоциирует на ионы, при этом в разбавленном растворе катионы цезия сольватированы:
{\displaystyle {\mathsf {CsCl+6H_{2}O=[Cs(H_{2}O)_{6}]^{+}+Cl^{-}}}}
В водных растворах вступает в типичные реакции обмена с некоторыми соединениями:
{\displaystyle {\mathsf {CsCl+AgNO_{3}=CsNO_{3}+AgCl\downarrow }}}
{\displaystyle {\mathsf {CsCl+NaClO_{4}=NaCl+CsClO_{4}\downarrow }}}
{\displaystyle {\mathsf {2CsCl+H_{2}[PtCl_{6}]=2HCl+Cs_{2}[PtCl_{6}]\downarrow }}}
{\displaystyle {\mathsf {2CsCl+H_{2}[CeCl_{6}]=2HCl+Cs_{2}[CeCl_{6}]\downarrow }}}
Твёрдый CsCl при нагревании с концентрированной серной кислотой (кипячение) или гидросульфатом цезия (550—700 °С) образует сульфат:
{\displaystyle {\mathsf {2CsCl+H_{2}SO_{4}=Cs_{2}SO_{4}+2HCl\uparrow }}}
{\displaystyle {\mathsf {CsCl+CsHSO_{4}=Cs_{2}SO_{4}+HCl\uparrow }}}
Очень слабый восстановитель, окисляется до хлора только с помощью сильных окислителей в жёстких условиях:
{\displaystyle {\mathsf {10CsCl+8H_{2}SO_{4}+2KMnO_{4}=5Cl_{2}\uparrow +2MnSO_{4}+K_{2}SO_{4}+5Cs_{2}SO_{4}+8H_{2}O}}}
С некоторыми хлоридами образует смешанные соли: 2CsCl • BaCl2, 2CsCl • CuCl2, CsCl • 2CuCl, CsCl • LiCl и ряд других.
Вступает в реакцию с межгалогенными соединениями, образуя полигалогениды:
{\displaystyle {\mathsf {CsCl+ICl_{3}=Cs[ICl_{4}]}}}

## Получение
В лабораторных условиях хлорид цезия получают взаимодействием гидроксида, карбоната, гидрокарбоната или сульфида цезия с соляной кислотой:
{\displaystyle {\mathsf {CsOH+HCl=CsCl+H_{2}O}}}
{\displaystyle {\mathsf {Cs_{2}CO_{3}+2HCl=2CsCl+CO_{2}\uparrow +H_{2}O}}}
{\displaystyle {\mathsf {CsHCO_{3}+HCl=CsCl+CO_{2}\uparrow +H_{2}O}}}
{\displaystyle {\mathsf {Cs_{2}S+2HCl=2CsCl+H_{2}S\uparrow }}}

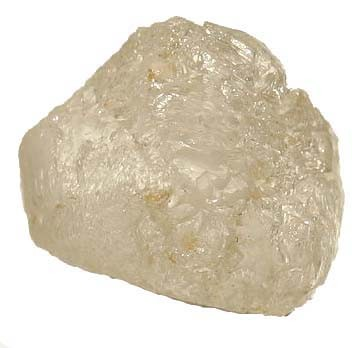
Поллуцит — сырьё для производства CsCl.

В промышленности хлорид цезия получают переработкой рудного сырья, как правило, поллуцита — основного промышленного минерала цезия. Основной способ вскрытия измельчённого поллуцитового концентрата — обработка его соляной кислотой при повышенной температуре:
{\displaystyle {\mathsf {Cs_{2}O}}\cdot {\mathsf {Al_{2}O_{3}}}\cdot {\mathsf {4SiO_{2}+8HCl=2CsCl+2AlCl_{3}+4SiO_{2}+4H_{2}O}}}
Выделение хлорида цезия из раствора осуществляют с помощью его осаждения в виде нерастворимых двойных солей, используя хлорид сурьмы(III), монохлорид иода или хлорид церия(IV):
{\displaystyle {\mathsf {4CsCl+SbCl_{3}=4CsCl}}\cdot {\mathsf {SbCl_{3}\downarrow }}}
{\displaystyle {\mathsf {CsCl+ICl=Cs[I(Cl)_{2}]\downarrow }}}
{\displaystyle {\mathsf {2CsCl+CeCl_{4}=Cs_{2}[CeCl_{6}]\downarrow }}}
После отделения и очистки осадка хлорид цезия отделяют от побочного продукта с помощью термического гидролиза или осаждением с помощью сероводорода — в обеих случаях CsCl остаётся в растворе:
{\displaystyle {\mathsf {4CsCl}}\cdot {\mathsf {SbCl_{3}+H_{2}O=4CsCl+SbOCl\downarrow +2HCl}}}
Для получения особо чистого хлорида цезия используют его осаждение в виде Cs[I(Cl)2] или Cs[I(Cl)4] с последующей перекристаллизацией из солянокислого раствора. Собственно CsCl получают из комплексной соли термически:[стр. 357—358]:
{\displaystyle {\mathsf {Cs[I(Cl)_{2}]\rightarrow CsCl+ICl\uparrow }}}
Также сырьём для получения хлорида цезия являются отходы переработки карналлита:[стр. 307—314]. В России промышленное производство соединения осуществляется на единственном предприятии — ЗАО «Завод редких металлов» (г. Новосибирск).
Несмотря на достаточно большой спектр направлений использования соединения (см. раздел Применение), ежегодный мировой объём производства товарного хлорида цезия очень небольшой. По данным на 2010 год, он составляет менее 20 тонн.

## Применение
Хлорид цезия образуется как полупродукт при извлечении цезия из минерального сырья, а также как сырьё для металлотермического получения самого металла:
{\displaystyle {\mathsf {2CsCl+Mg\ {\xrightarrow[{P}]{700-800\ ^{o}C}}\ MgCl_{2}+2Cs}}}
Соединение используют для получения гидроксида цезия — электролизом водного раствора соли:[стр. 90]:
{\displaystyle {\mathsf {2CsCl+2H_{2}O=2CsOH+Cl_{2}\uparrow +\ H_{2}\uparrow }}}
Соединение было использовано для изучения ионов менделевия Md+.
В радиоэлектронной промышленности хлорид цезия используется в вакуумных трубках для радио- и телеаппаратуры, производства рентгенофлуоресцентных экранов; в радиографии в качестве контрастного вещества.
Важным направлением использования CsCl является его применение в качестве рабочего раствора для ультрацентрифугирования белковых частиц в градиенте плотности. В методе равновесного (изопикнического) центрифугирования требуется создание относительно высокой плотности раствора при одновременном сохранении вязкости среды. Хлорид цезия отвечает предъявляемым требованиям для высокоскоростного фракционирования ДНК, РНК, некоторых белков и нуклеотидов.
Прочие направления использования хлорида цезия включают:
- активация электродов при сварке молибдена[38];
- производство электропроводящего стекла[39];
- производство диоксида титана[40];
- производство буровых растворов[41];
- пивоварение и производство минеральной воды[42];
- реагент при определении жесткости воды методом измерения концентраций ионов кальция и магния пламенной атомно-абсорбционной спектрометрией[43];
- альтернативный нетоксичный галогеноноситель для электроразрядных эксиплексных источников УФ-излучения[44][45] и эксимерных лазеров[46];
- экспериментальный компонент флюсов для высокотемпературной пайки[47];
- экспериментальное средство для борьбы с насекомыми-вредителями некоторых сельскохозяйственных культур[48].

### Применение в органической химии
Хлорид цезия относительно редко используется в органическом синтезе, однако описан ряд химических реакций, в которых применяется это соединение в качестве межфазного катализатора или нуклеофильного реагента:
- синтез производных глутаминовой кислоты[К 8][49]:

{\displaystyle {\mathsf {CH_{2}\!\!=\!\!CHCOOCH_{3}+ArCH\!\!=\!\!N\!\!-\!\!CH(CH_{3})\!\!-\!\!COOC(CH_{3})_{3}\ {\xrightarrow[{CPME,\ 0^{o}C}]{TBAB,\ CsCl,\ K_{2}CO_{3}}}\ ArCH\!\!=\!\!N\!\!-\!\!C(C_{2}H_{4}COOCH_{3})(CH_{3})\!\!-\!\!COOC(CH_{3})_{3}}}}
- реакция замещения в тетранитрометане[К 9][50]:

{\displaystyle {\mathsf {C(NO_{2})_{4}+CsCl\ {\xrightarrow[{}]{DMF}}\ C(NO_{2})_{3}Cl+CsNO_{2}}}}

### Применение в аналитической химии
Хлорид цезия находит широкое применение как аналитический реагент для проведения качественных реакций микрохимического обнаружения неорганических веществ по образованию характерных кристаллических осадков (микрокристаллоскопия).
Примеры частных микрокристаллоскопических реакций с использованием CsCl приведены в таблице:
| Обнаруживаемый ион | Сопутствующие реагенты     | Состав осадка           | Характеристика осадка                                 | Предел обнаружения, мкг |
| ------------------ | -------------------------- | ----------------------- | ----------------------------------------------------- | ----------------------- |
| AsO33−             | KI                         | Cs2[AsI5] или Cs3[AsI6] | красные шестиугольники                                | 0,01                    |
| Au3+               | AgCl, HCl                  | Cs2Ag[AuCl6]            | почти чёрные крестики, четырёх- и шестилучевые звезды | 0,01                    |
| Au3+               | NH4SCN                     | Cs[Au(SCN)4]            | оранжево-жёлтые иглы                                  | 0,4                     |
| Bi3+               | KI, HCl                    | Cs2[BiI5] • 2,5H2O      | красные шестиугольники                                | 0,13                    |
| Cu2+               | (CH3COO)2Pb, CH3COOH, KNO2 | Cs2Pb[Cu(NO2)6]         | чёрные мелкие кубы                                    | 0,01                    |
| In3+               | —                          | Cs3[InCl6]              | мелкие октаэдры                                       | 0,02                    |
| [IrCl6]3−          | —                          | Cs2[IrCl6]              | тёмно-красные мелкие октаэдры                         | н/д                     |
| Mg2+               | Na2HPO4                    | CsMgPO4 • 6H2O          | мелкие тетраэдры                                      | н/д                     |
| Pb2+               | KI                         | Cs[PbI3]                | жёлто-зелёные иглы, розетки                           | 0,01                    |
| Pd2+               | NaBr                       | Cs2[PdBr4]              | буро-красные иглы и призмы                            | н/д                     |
| [ReCl4]−           | —                          | Cs[ReCl4]               | тёмно-красные ромбы, бипирамиды                       | 0,2                     |
| [ReCl6]2−          | —                          | Cs2[ReCl6]              | зелено-жёлтые мелкие октаэдры                         | 0,5                     |
| ReO4−              | —                          | CsReO4                  | тетрагональные бипирамиды                             | 0,13                    |
| Rh3+               | KNO2                       | Cs3[Rh(NO2)6]           | жёлтые кубы                                           | 0,1                     |
| Ru3+               | —                          | Cs3[RuCl6]              | розово-красные иглы, палочки                          | н/д                     |
| [RuCl6]2−          | —                          | Cs2[RuCl6]              | красно-бурые мелкие кристаллы                         | 0,8                     |
| Sb3+               | —                          | Cs2[SbCl5] • nH2O       | шестиугольники                                        | 0,16                    |
| Sb3+               | NaI                        | Cs[SbI4] или Cs2[SbI5]  | красные шестиугольники                                | 0,1                     |
| Sn4+               | —                          | Cs2[SnCl6]              | очень мелкие октаэдры                                 | 0,2                     |
| TeO33−             | HCl                        | Cs2[TeCl6]              | светло-жёлтые октаэдры                                | 0,3                     |
| Tl3+               | NaI                        | Cs[TlI4]                | оранжево-красные шестиугольники, прямоугольники, кубы | 0,06                    |

Используется хлорид цезия для следующих качественных аналитических реакций:
| Обнаруживаемый ион | Сопутствующие реагенты | Аналитическое определение                                                   | Предел обнаружения, мг/мл |
| ------------------ | ---------------------- | --------------------------------------------------------------------------- | ------------------------- |
| Al3+               | K2SO4                  | в нейтральной среде после высушивания без нагревания — бесцветные кристаллы | 0,01                      |
| Ga3+               | KHSO4                  | при небольшом нагревании выпадают бесцветные кристаллы                      | 0,5                       |
| Cr3+               | KHSO4                  | в слабокислой среде при упаривании выпадают бледно-фиолетовые кристаллы     | 0,06                      |

### Калориметрия
Хлорид цезия используется как химический стандарт для калибровки калориметров по температуре и теплоемкости.

### Применение в медицине
Терапевтические свойства хлорида цезия были обнаружены ещё в 1888 году в лаборатории И. П. Павлова С. С. Боткиным. Соединение обладало выраженным гипертензивным и сосудосуживающим действием и было использовано для лечения нарушений сердечно-сосудистой системы.
Несколько клинических испытаний показали, что хлорид цезия может быть использован при комплексной терапии некоторых форм рака. Однако использование этого препарата было связано со смертью 50 пациентов, когда он был использован как часть научно непроверенного лечения рака. По мнению American Cancer Society, существующие научные данные не дают оснований полагать, что нерадиоактивные добавки хлорида цезия оказывают эффект на опухоли.
Также в США был выдан патент на использование соединения в качестве стимулятора нервной системы. Отмечается, что CsCl очень эффективен для регулирования сердечной аритмии. В районах мира с повышенным содержанием солей цезия в рационе питания было отмечено увеличение продолжительности жизни. Терапевтическое действие соединения при лечении  нейродегенеративных заболеваний связана с тем, что CsCl защищает нейроны от апоптоза и активации каспазы-3, вызываемых низким содержанием ионов калия.
Помимо обычного хлорида цезия, отдельное применение в лучевой диагностике и радиотерапии находит 137CsCl — хлорид металла, в котором используется радиоактивный изотоп цезия 137Cs. Другой радиоизотоп цезия 131Cs в виде хлорида также применяется как лечебно-диагностическое средство в брахитерапии и, в частности, прямой диагностики инфаркта миокарда.
По состоянию на 22 июля 2013 года хлорид цезия не входит в Перечень лекарственных средств, зарегистрированных, внесённых в государственный реестр лекарственных средств и разрешённых к медицинскому применению в Российской Федерации.

## Физиологическое действие и токсичность
Хлорид цезия является низко токсичным соединением, имеющим низкую степень опасности для человека.
Показатели токсичности:
- Крысы, внутрибрюшинно: ЛД50 1500 мг/кг;
- Крысы, перорально: ЛД50 2600 мг/кг;
- Мыши, перорально: ЛД50 2306 мг/кг;
- Мыши, внутривенно: ЛД50 910 мг/кг[5].

Токсические свойства хлорида цезия в больших концентрациях связаны со способностью этого соединения снижать содержание калия в организме и частично замещать его в биохимических процессах. Пыль соединения может вызвать раздражение верхних дыхательных путей, респираторные расстройства, астму.

## Комментарии
1. 1 2  Расхождение данных значений со значениями, приведёнными ранее, объясняется разными источниками.
2. ↑  Измерен относительно воздуха при длине волны 589 нм.
3. ↑  Относительно чистой воды.
4. ↑  Измерена при −51 °С и частоте электромагнитного поля 9,7•105 Гц.
5. ↑  Приведена упрощённая схема реакции.
6. ↑  Без учёта полуфабриката хлорида цезия, используемого для дальнейшего получения металлического цезия или иных соединений.
7. ↑  Выбор хлорида цезия в качестве распространённой соли для равновесного ультрацентрифугирования обусловлен следующими причинами:
  - хорошая растворимость соли в воде;
  - высокая плотность концентрированных водных растворов (Cs очень тяжёлый элемент) при несущественном изменении вязкости среды;
  - высокая крутизна профиля равновесного градиента для раствора от мениска до дна пробирки;
  - химическая стабильность водных растворов CsCl.
8. ↑  Обозначения в уравнении реакции:
  - TBAB — бромид тетра-N-бутиламмония (межфазный катализатор);
  - CPME — циклопентилметиловый эфир (растворитель).
9. ↑  Обозначения в уравнении реакции:
  - DMF — N,N-диметилформамид (растворитель).
10. ↑  В дополнение к перечисленным выше качественным микрокристаллическим реакциям.